# Fosfazenos
Los fosfazenos son una clase de compuestos organofosforados que contienen un átomo de fósforo (V) con un doble enlace que une dicho átomo de fósforo (P) con un átomo de nitrógeno (N). Debido a que la mayoría de estos compuestos pertenecen a la familia de los heterociclos, según la nomenclatura de estos compuestos químicos orgánicos (ver Nomenclatura de compuestos heterocíclicos), cuando se sustituye en una molécula orgánica un átomo de carbono por un átomo de fósforo, se debe poner el prefijo Fosfa-, cuando se sustituye un átomo de carbono por un átomo de nitrógeno, se debe poner el prefijo aza-. Como el tamaño del anillo es variable, no se puede utilizar ninguno de los sufijos de este sistema de nomenclatura de Hantzsch-Widman, por lo que se emplea el sufijo empleado en química orgánica para los alquenos, el sufijo -eno. De esta manera, Fosfa+Aza+Eno=Fosfazeno. 
Una clase de fosfazenos tiene la fórmula R−N=P(−NR
2)
3. Estos fosfazenos también se conocen como iminofosforanos e imidas de fosfina. Son superbases. Otra clase de compuestos llamados fosfazenos se representan con la fórmula (−N=P(−X)
2−)
n, donde X = halógeno, grupo alcoxi, amida y otros grupos organilo. Un ejemplo es el hexaclorociclotrifosfazeno (−N=P(−Cl)
2−)
3. El cloruro de bis(trifenilfosfina)iminio [[Ph
3P=N=PPh
3]+
Cl−
 también se conoce como fosfazeno, donde Ph = grupo fenilo. Este artículo se centra en aquellos fosfazenos con la fórmula R−N=P(−NR
2)
3.

## Tipos de fosfazenos
Los fosfazenos pueden dividirse en monofosfazenos, ciclofosfazenos y polifosfazenos lineales.

### Monofosfazenos

Estructura general de un monofosfazeno

Los monofosfazenos (también conocidos como iminofosforanos) tiene una fórmula general, dada por R
3−P=N−R. Una reacción típica de síntesis para un monofosfazeno puede ser la siguiente:
R3PCl2 + R'NH2 → R3P=N–R' + 2HCl
Los monofosfazenos más comunes de este tipo son los derivados clorados tipo Cl
3−P=N−R, obteniéndose estas de hacer reaccionar el pentacloruro de fósforo y aminas primarias.

### Ciclofosfazenos
Los ciclofosfazenos tienen una fórmula general, dada por (R2PN)n.Los compuestos más importantes y más estudiados son los que tienen n = 3 y 4, pero se conocen derivados clorados con n entre 3 y 8 y derivados fluorados con n entre 3 y 19.
Los dos compuestos más comunes, (Cl2PN)3 y (Cl2PN)4, se forman por reacción entre PCl5 y NH4Cl en disolventes clorados. El mecanismo de reacción es complicado, pero una estequiometría general se puede escribir como:
nPCl5 + nNH4Cl → (Cl2PN)n + 4nHCl
Las estructuras de Lewis suelen diseñarse con enlaces simples y dobles alternos en el anillo, pero las mediciones cristalográficas indican que dentro del mismo anillo todas las distancias de enlace entre el fósforo y el nitrógeno son iguales. Las distancias P-N son menores que las esperadas para un enlace simple, lo que indica la participación del enlace π, pero aún no se ha obtenido una descripción satisfactoria del enlace en el anillo. Los anillos con seis miembros son planos, mientras que los anillos con ocho o más miembros están deformados, como se ilustra en las figuras de (Cl2PN)3 y (Cl2PN)4.
|  |  |  |

### Polifosfazenos

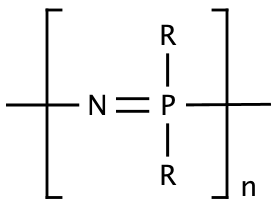
Unidad repetitiva genérica de polifosfazenos lineales.

Contienen cadenas formadas por unidades (R2P=N)n, donde n puede llegar a más de 10.000 y el peso molecular superar el millón. Se obtienen por polimerización en caliente de (Cl2PN)3. Los átomos de cloro del polímero formado son muy reactivos y pueden ser fácilmente sustituidos por una variedad de grupos nucleofílicos tanto orgánicos como organometálicos, permitiendo obtener materiales con características muy diferentes y un amplio espectro de aplicaciones. Algunos campos de aplicación son:
- Aplicaciones biomédicas, por ejemplo para obtener microesferas o membranas biocompatibles para la liberación controlada de fármacos.
- Membranas para transporte de iones, para uso en acumuladores de litio o pilas de combustible.
- Materiales ópticos, para obtener polímeros modulando su índice de refracción, color y otros parámetros para óptica no lineal.
- Elastómeros, por ejemplo para obtener materiales que sean químicamente resistentes y permanezcan flexibles en un rango muy amplio de temperaturas

Modelo de parte de una cadena de polifosfazeno lineal fluorado:

## Uso como bases
Las bases de fosfazeno son bases fuertes, no metálicas, no iónicas ydébilmente nucleofílicas, que son más fuertes que las aminas o amidinas comúnmente utilizadas, como la trietilamina o la DBU. La protonación no se produce sobre el átomo de fósforo sino sobre el átomo de nitrógeno del enlace de iminofosforano a diferencia de las bases de Verkade cuya estructura es bastante similar.
Los fosfazenos se han convertido en reactivos populares en la química orgánica. Uno de los más conocidos es la BEMP (2-terc-butilimino-2-dietilamino-1,3-dimetilperhidro-1,3,2-diazafosforina) con un pKa del ácido conjugado de 27,6 en acetonitrilo y la base de Schwesinger t-Bu-P4 (pKBH+ = 42,7).

t-Bu-P4
BEMP

Las bases de fosfazeno también pueden permitir la valoración de ácidos en disolventes no acuosos, siendo sus ventajas que siguen siendo muy fuertes en muchos disolventes, su ácido conjugado es inerte y no forma enlaces de hidrógeno.

## Uso como reactivo
Aunque no es muy nucleófilo, el t-Bu-P4 se usó en una adición nucleófila al pivaldehído. El nucleófilo activo parece ser una especie de fosfazenio que posee una carga completa en el carbono sp2 del resto areno: